# Magdalena Banecka
Magdalena Banecka est une ancienne joueuse de volley-ball polonaise née le 11 février 1980 à Łęczyca. Elle mesure 1,73 m et jouait au poste de libero.

## Clubs
| Club                  | De        | À         |
| --------------------- | --------- | --------- |
| AZS AWF Poznań        |           | 2004-2005 |
| Muszynianka Muszyna   | 2005-2006 | 2006-2007 |
| KPSK Stal Mielec      | 2007-2008 | 2008-2009 |
| BKS Szóstka Biłgoraj  | 2009-2010 | 2010-2011 |
| Bielsko-Biała         | 2011-2012 | 2011-2012 |
| MLKS Zawisza Sulechów | 2012-2013 | 2013-2014 |

## Palmarès
- Championnat de Pologne
  - Vainqueur : 2006.
  - Finaliste : 2003.